# 大追跡 (映画)

大追跡 Le Corniaud（だいついせき）は、1965年3月24日にフランスで公開された、ジェラール・ウーリー監督、ブールヴィルとルイ・ド・フュネス主演の、フランス、イタリア、スペイン共同制作のコメディ映画である。日本公開は1966年3月26日。
フランス語原題のLe Corniaudは、「雑種犬」または「馬鹿者」の意味があり、ここでは主に後者の意味で使われている。英題はThe Sucker（騙されやすい人）とされている。
主演の二人の俳優はフランス人であり、言語は主にフランス語だが、物語の半分はイタリアを舞台にしており、ごく簡単なイタリア語の会話も多く用いられる。（他にドイツ語もある。）

## あらすじ
アントワーヌ・マレシャル（Maréchalには「将軍」の意味がある）は、パリでシトロエン・2CVに乗ってヴァカンスに旅立とうとし、たった十数メートル動かしたところを追突事故に遭い、車は大破してしまう。事故の加害者であり輸出入業会社社長のレオポール・サロヤンは、事故の詫びとして、ベイルートからナポリへ荷揚げされるキャデラックをアメリカ輸出のためボルドーへと陸路で運転するまでの旅程をマレシャルに提示し、また多額の旅費を持たせる。しかし実はサロヤン一味は会社を装ったギャング団であり、そのキャデラックには麻薬と純金と大量のダイヤモンド、特に世界最大のダイヤモンド「ヨウクンクン」（ギニアの都市名）が隠してあり、それをイタリアからフランスへ密輸させるのが目的であった。それを手下のギャングに指示するが、その中には一人スパイがおり、スパイはその情報を敵対組織のイタリアマフィアに売り渡してしまう。
果たしてマレシャルはナポリに到着するが、荷揚げされたキャデラックに乗るや否や、早速バンパーを凹ませてしまう。マレシャルは手近な修理工場に車を持ち込むが、純金が隠してあったバンパーは修理工に気づかれてごく普通の物と取り替えられてしまい、残りの「密輸品」も次々と無関係の者に持ち去られるか無くしてしまう。何も知らないマレシャルはローマやピサで次々と若い女性を車にたらし込んでご機嫌である。それをサロヤンと手下の一味が追い、さらにそれをイタリアマフィア一味が追う。二重の大追跡はヴェンティミリアの国境検問所を超えてマントンからカルカッソンヌへと向かうが、最後に何も知らないと思われていたマレシャル「将軍」による大どんでん返しが行われる。

## スタッフ
- 監督、脚本 - ジェラール・ウーリー
- 脚色 - ジェラール・ウーリー、マルセル・ジュリアン
- 演出 - ジョルジュ・タベ、アンドレ・タベ
- 音楽 - ジョルジュ・ドルリュー（一部ジョアキーノ・ロッシーニの音楽を使用）

## キャスト

- ブールヴィル - アントワーヌ・マレシャル、ベビー用品店の店主で気弱なお人好し
- ルイ・ド・フュネス - レオポール・サロヤン、輸出入業会社社長でギャングの首領
- ヴェナンティーノ・ヴェナンティーニ - ミッキー、敵対組織のイタリアマフィア、吃音がある
- ジャック・フェリエール - サロヤンの手下のギャングで運転手
- ジャン・ドローズ - サロヤンの手下のギャング
- アリーダ・ケッリ - ジーナ、イタリア人の若い女性爪研ぎ師
- ベバ・ロンカー（英語版） - ウルスラ、ドイツ人の若い女性バックパッカー
- ギイ・グロッソ、ミシェル・モド（コンビ・グロッソ＝モド） - 国境検問所の警官

## 評価
この映画はフランスで1173万人の入場者を得て、1965年度のフランスの興行収入の第1位を獲得した。
スペインでも154万人、ソビエト連邦では3090万人の入場者を得た。
映画公開と同年の1965年、ソ連の第4回モスクワ国際映画祭で、この映画で主演したブールヴィルに対し審査員特別賞が贈られた。

## ロケ地
ロケは以下で行われた。

### イタリア
- ナポリ
  - ナポリ港
  - カステル・ウオーヴォ
- テアーノの高速道路（現在のアウトストラーダ A1） - サロヤンの車が壊れてガソリンスタンドに向かう場面
- スペルロンガ - ガエータ間の国道213号線 - ウルスラと別れマレシャルがエンジンを投げ捨てる場面
- ローマ
  - コロッセオ
  - ヴァチカン
  - サンタンジェロ城
  - ホテル・レジデンス・パレス（現在のデューク・ホテル）
  - ピンチョの丘のレストラン
- ティヴォリ（ティヴォリのエステ家別荘） - ギャング団同士の撃ち合いの場面
- ストリ - ジーナと別れウルスラが車に乗る場面
- ピサ
- トスカーナ州
- ヴェンティミリア - 国境検問所のイタリア側の地名

### フランス
- パリ
- ヴェルサイユ
- マントン - 国境検問所のフランス側の地名
- ラ・モット
- サン＝ラファエル（ル・ドラモン海岸） - ウルスラとの夜の海水浴の場面、劇中ではイタリアの設定
- カルカッソンヌ
- ボルドー - 物語の最終目的地。ラストシーン

## エピソード
- ブールヴィルのギャラはルイ・ド・フュネスの3倍だったにもかかわらず、ブールヴィルは映画ポスターでルイ・ド・フュネスの名前を自分と同じ高さで主役として表示することを要求した[7]。後年、ルイ・ド・フュネスは映画『L'Aile ou la Cuisse（手羽先かモモ肉か）』で共演者のコリューシュのために同じことを要求した。
- 撮影ラッシュの最中、一人のアシスタントの16歳の息子が、撮影でド・フュネスの乗る車を勝手に借りて事故に遭い、車が損傷した[8]。代替車を用意するまで車の場面が撮影できず、これに怒ったド・フュネスは24時間の「仮面ストライキ」を決行し、その間の撮影は不可能となった、と監督のジェラール・ウーリーは回想録に記している[9]。息子のパトリック・ド・フュネスによるとそれは間違いで、ルイ・ド・フュネスはその間に役者としてやり過ぎなほどプロフェッショナルな姿勢に徹した。つまり台本に書いてあることだけを忠実にこなし、柔軟な演技上の脚色を一切排したのである[10]。車が使えずド・フュネスも非協力的な状況下で、ウーリーは代替案として、シャワールームでの筋肉比べの場面を急遽思いつき、それを撮影した[9]。
- 映画の54分過ぎで見られる、ルイ・ド・フュネスが修理工場でキャデラックを直すシーンでは、チャーリー・チャップリンの『モダン・タイムス』と『独裁者』へのオマージュが見られる。音楽はロッシーニ作曲レスピーギ編曲によるバレエ音楽『風変わりな店』から取られ、上述の二つの映画に出てくる動きがパロディとしてド・フュネスにより演じられる。
- ミシェル・モルガン（監督ジェラール・ウーリーの妻）がルイ・ド・フュネスと短い会話をするシーンが撮影されたが、完成版ではカットされた。ド・フュネス演ずるサロヤンは国境で検問に呼び止められ、追跡中のキャデラックによく似た高級車にマレシャル（ブールヴィル）ではなく気品のある女性が乗っているのを見かける。「どこかで見ましたね、テレビに出ていますか」「あらテレビじゃなくて、映画館でしょうね」「そうでした！マダム……マダム……お名前を失念しまして、この手帳にサインしていただけますか」「喜んで」とモルガンはサインするが、筆跡が崩れていて読み取れない。「ではさようなら」とモルガンの車は去っていく、というシーンである。